# Свет в августе
«Свет в августе» — роман Уильяма Фолкнера 1932 года, написанный в стиле модернизма и южной готики.

## Общий обзор

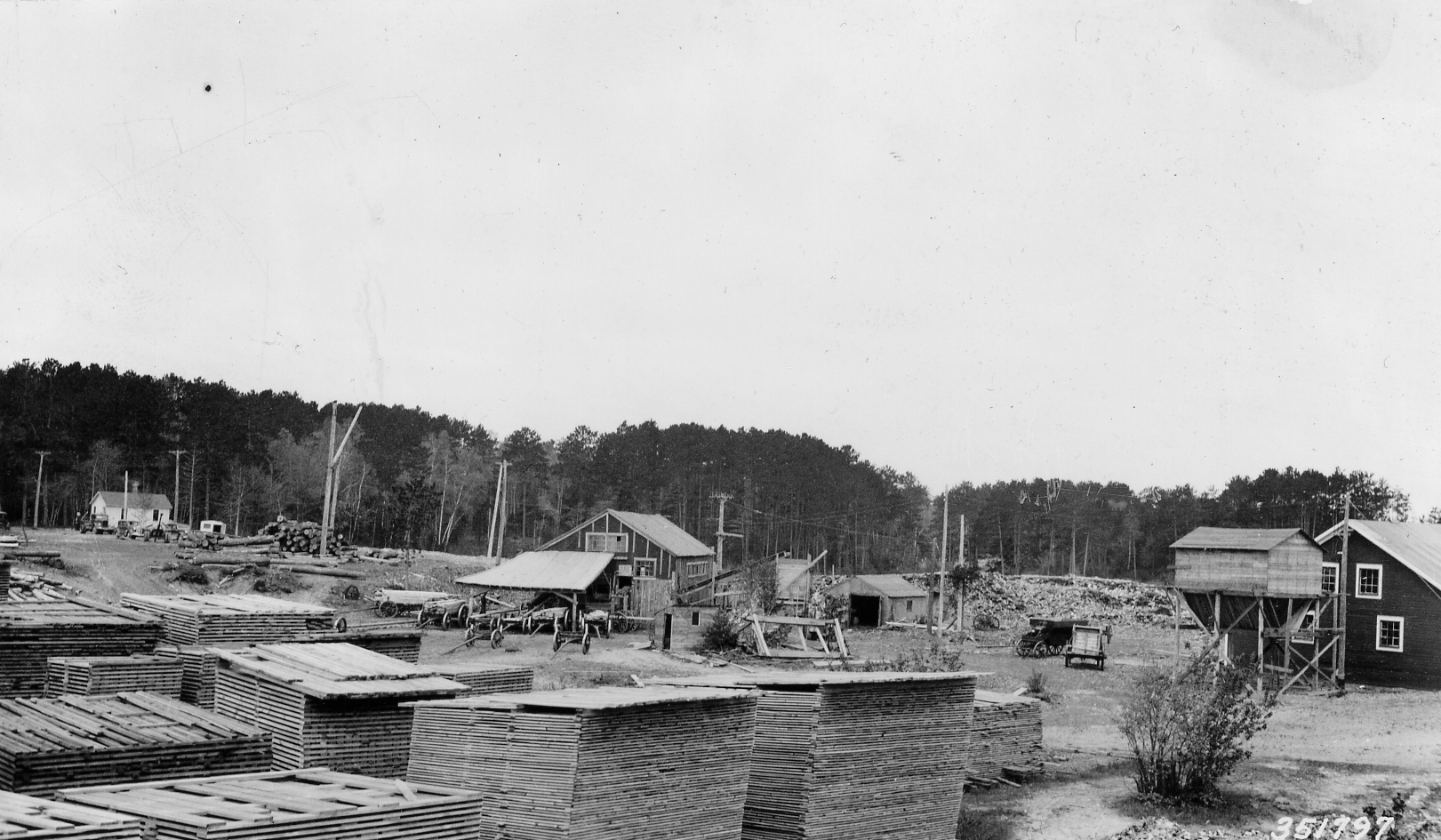
Лесопилка 1930 годов в США, идентичная описанной в романе.

Действие романа происходит в межвоенный период. В эпицентре действий — история двух незнакомцев, которые прибывают в разное время в Джефферсон, округ Йокнапатофа, штат Миссисипи. Это вымышленное место, за основу которого взята Родина Фолкнера, Лафайет Каунти, штат Миссисипи. Первоначально сюжет сосредоточен на Лине Гроув, молодой беременной белой женщине из Алабамы, которая ищет отца своего ожидаемого ребёнка. Но судьба сводит девушку с  Джо Кристмасом, белым человеком, который поселился в Джефферсоне  и находится в поиске своих негритянских корней. После серии воспоминаний о ранней жизни Кристмаса сюжет возобновляется на жизни и работе Лукаса Берча, отца ребёнка Лины, который убежал от неё в Джефферсон и изменил своё имя, когда узнал, что Лина беременна. Женщина, на чьей территории проживали Кристамас и Берч, Джоанна Берден, потомок аболиционистов (по местному — Янки), ненавидимых гражданами Джефферсона, оказывается убитой. Берча обнаруживают на месте преступления, и он рассказывает, что Кристмас имел с ней романтические отношения, и что он имеет негритянские корни, подразумевая тем самым, что Кристмас виновен в её убийстве. В то время, когда Берч сидит в тюрьме в ожидании своей награды за поимку Кристмаса, Байрон Банч, местный холостяк, влюбляется в Лину. Банч ищет помощи у местного изгоя, опального экс-священника Гейла Хайтауэра, чтобы организовать роды Лины, и защитить Кристмаса от линчевания. Хайтауэр принимает роды, но отказывается защищать Кристмаса, однако Кристмас пытается укрыться в доме Хайтауера, но его настигает и убивает местный военный, после чего кастрирует Кристмаса. Берч уезжает из города без награды, и роман заканчивается тем, как анонимный человек рассказывает историю своей жене о паре автостопщиков, которых он подобрал на дороге в Теннесси — женщина с ребёнком и мужчиной, который не был отцом ребёнка, пара продолжала поиски отца ребёнка.
В свободном, неструктурированном модернистском повествовании, которое опирается на христианские аллегории и на традицию устного народного рассказа, Фолкнер рассматривает темы расы, пола, классов и религии на американском Юге. Сосредоточив внимание на неудачниках, преступниках, изгоях, или и прочих маргинализированых членах общества, он изображает столкновение отчужденных людей с пуританской, предвзятой сельской общиной. Первые мнения о романе были смешанными; некоторые рецензенты критиковали и стиль Фолкнера, и его тематику. Однако с течением времени роман стал считаться одним из самых важных литературных произведений Фолкнера и одним из лучших романов 20 века на английском языке.

## Сюжет

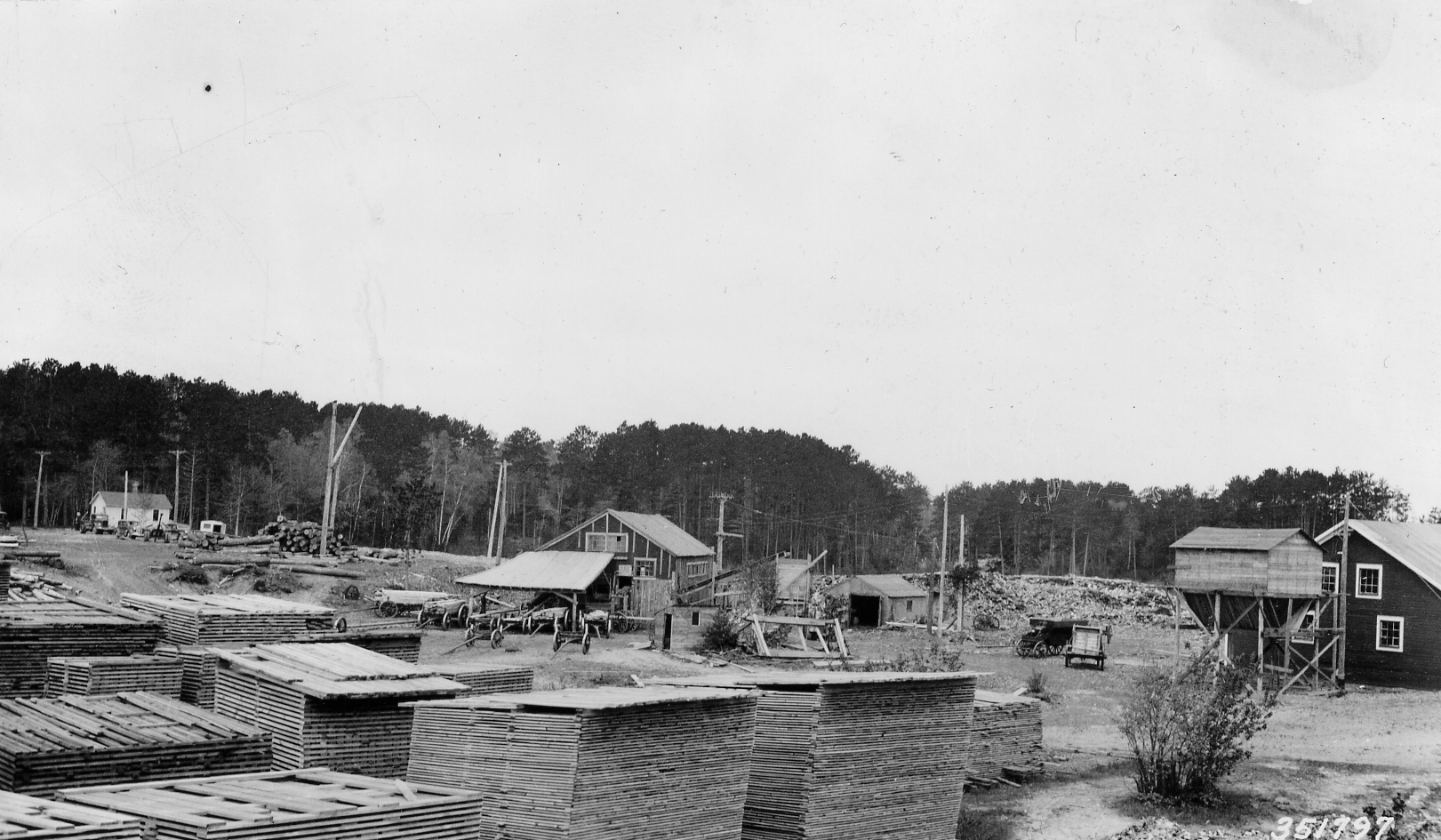
Лесопилка 1930 годов в США, идентичная описанной в романе.

Действие романа происходит на американском Юге в 1930 году, во времена сухого закона и законов Джима Кроу, легализовавших расовую сегрегацию на Юге. Действие начинается с путешествия Лины Гроув, молодой беременной женщины из Доунс-милл, деревни в Алабаме, которая пытается найти Лукаса Берча, отца её ожидаемого ребёнка. Он был уволен с работы в Доунс-милл и переехал в штат Миссисипи, обещая написать ей, когда у него будет новая работа. Но, не получив вестей от Берча, и после оскорблений со стороны своего старшего брата за незамужнюю беременность Лина направляется в Джефферсон, штат Миссисипи. Там она ожидает найти Лукаса готовым жениться на ней. Те, кто помогает ей в процессе её поисков, сомневаются, что она сможет найти Лукаса, или что он сдержит своё обещание, даже если она его найдет. Когда она приезжает в Джефферсон, Лукас там действительно проживает, но он уже изменил своё имя на «Джо Браун». В поисках Лукаса Лина встречается с Байроном Банчем, который сразу влюбляется в Лину, но все же пытается помочь ей в поиске Лукаса (Джо Брауна). Байрон — пуританский трудоголик, который считает безделье сетью дьявола, в то время как Лукас (Джо Браун) — обманщик и лентяй.

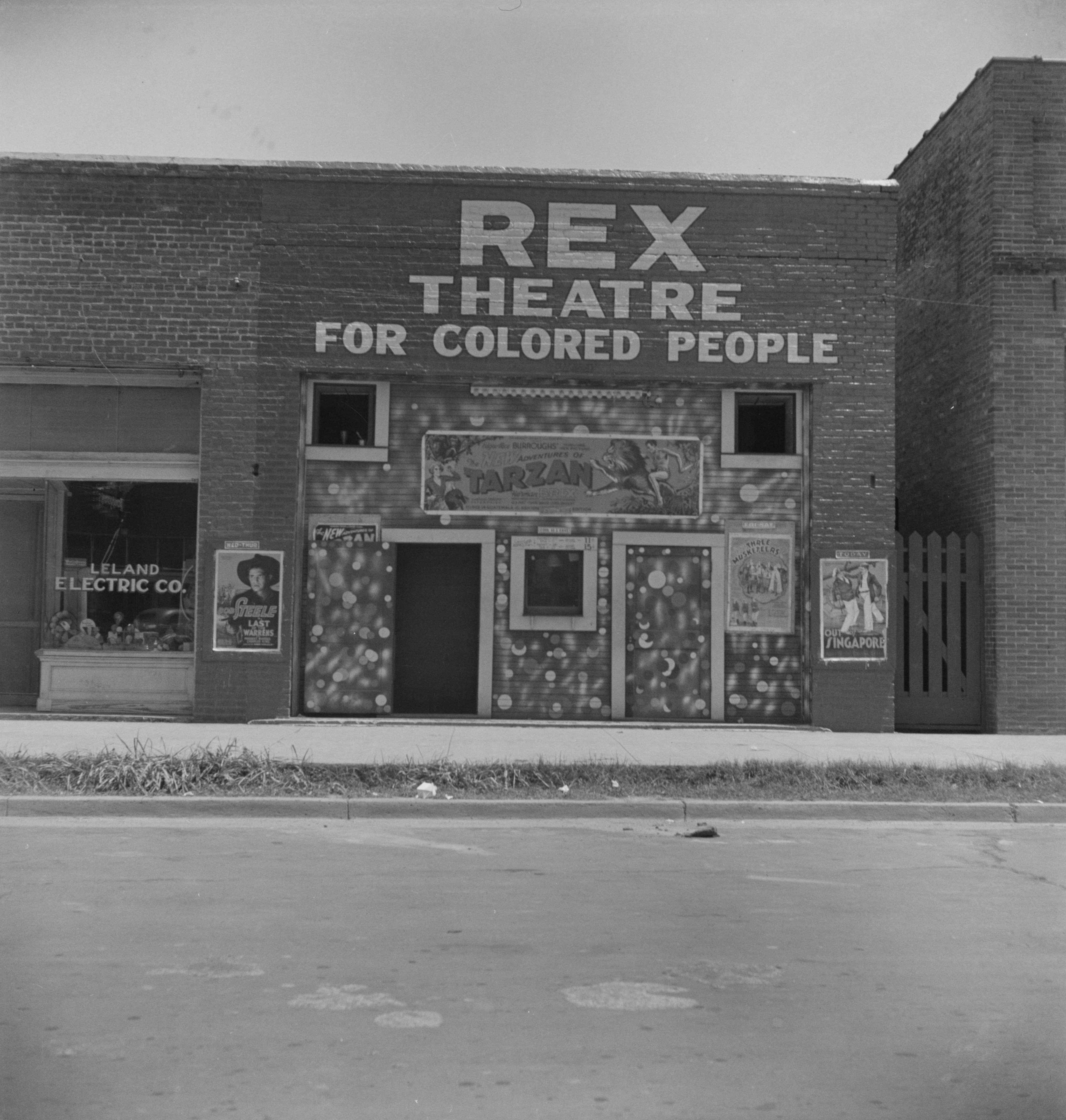
Сегрегированный кинотеатр в Лиланде, Миссисипи 1937 г., «Кинотеатр Рекс, для цветных»; Джо Кристмас жил среди расово разделенного населения.

Роман затем переключается на вторую нить сюжета, историю знакомого Лукаса (Джо Брауна) — Джо Кристмаса.
Кристмас — сирота, подброшенный в детский дом, позже сбежавший из приемной семьи после убийства своего приемного отца, методистского религиозного фанатика и садиста. Хотя он имеет светлую кожу, Кристмас подозревает у себя афроамериканскую родословную и мечется между чёрным и белым обществами, постоянно терзаясь из-за своей идентичности. Кристмас приезжает в Джефферсон за три года до центральных событий романа и устраивается на работу на лесопилке, где также работает Байрон, а затем и Джо Браун. Работа на заводе является для Кристмаса прикрытием операций бутлегерства, которое является незаконным, так как в стране действует сухой закон. Он имеет сексуальные отношения с Джоанной Берден, немолодой женщиной, которая вышла из некогда известной семьи аболиционистов, которых ненавидел весь город. Хотя их отношения первоначально очень страстные, у Джоанны начинается менопауза, и она обращается к религии, что расстраивает и злит Кристмаса. В конце её отношений с Кристмасом Джоанна пытается заставить его под дулом пистолета встать на колени и молиться. Сцена заканчивается тем, что она нажимает на курок. Джоанна оказывается убитой вскоре после: её горло перерезано так глубоко, что она почти обезглавлена.
Роман оставляет открытым вопрос о том, кто является убийцей Джоанны — Джо Кристмас или Джо Браун.
Браун, который является бизнес-партнером Кристмаса по бутлегерству, покидает горящий дом Джоанны в тот момент, когда проходящий мимо фермер останавливается, чтобы проверить, кто в доме, и вытащить тело Джоанны из огня. Шериф сначала подозревает Джо Брауна, но инициирует розыск Кристмаса после сообщения Брауна, что тот является негром. Организованная облава с собаками проваливается, и Кристмас прибывает в Моттстаун (Mottstown), где начинает свободно гулять по улицам. В Моттсауне его арестовывают и заключают в тюрьму, а затем перевозят в Джефферсон. Его бабушка и дедушка прибывают в город и посещают Гейла Хайтауэра, опального экс-священника и друга Байрона. Байрон пытается убедить Хайтауэра обеспечить Джо Кристмасу алиби, но Хайтауэр изначально отказывается. Хотя дед Кристмаса желает суда Линча для внука, его бабушка навещает его в тюрьме Джефферсона и советует ему обратиться за помощью к Хайтауэру. По пути полицейского сопровождения в местный суд Кристмас убегает от конвоя и бежит к дому Хайтауэра. Ревностный патриот из национальной гвардии Перси Гримм преследует его и, несмотря на протесты Хайтауэра, убивает и кастрирует Кристмаса. Хайтауэр затем изображен сидящим в одиночестве в своем доме и размышляющим над своим прошлым, над историей Конфедеративных Штатов, которой он был одержим, и прошлым своего деда, сторонника Конфедеративных Штатов, который был убит во время кражи кур из сарая фермера.
Перед попыткой побега Кристмаса Хайтауэр принимает роды у Лины в той самой хижине, где Браун и Кристмас проживали до убийства, и Байрон заманивает туда Брауна, чтобы тот увидел Лину. Тем не менее, когда Браун встречается с Линой, он снова бежит, и Байрон следует за ним, происходит драка, которую Байрон проигрывает. Браун заскакивает на движущийся поезд и исчезает. В конце рассказа анонимный человек разговаривает со своей женой о двух незнакомцах, которых он подвозил в штат Теннесси: женщина только что родила ребёнка, а сопровождающий её мужчина не был отцом. Это были Лина и Байрон, которые продолжали поиски Брауна и в конечном итоге высадились в штате Теннесси.

## Персонажи

### Главные персонажи
- Лина Гроув — молодая беременная женщина из Алабамы, приехавшая в Джефферсон, в поисках Лукаса Берча, отца своего ожидаемого ребёнка.
- Байрон Банч — холостяк, работающий на лесопилке в Джефферсоне, который влюбляется в Лину, когда она прибывает в город. Ей сказали, что человек по имени Банч работает на лесопилке, и она предположила, что это и есть Лукас Берч, потому что имена звучат похоже.
- Гейл Хайтауэр — бывший священник из Джефферсона, вынужден был уйти в отставку после того, как обнаружилось, что его жена имела роман в Мемфисе, а после покончила жизнь самоубийством. Он является другом и наставником Байрона.
- Лукас Берч (Джо Браун) — молодой человек, от которого у Лины будет ребёнок, убежал из Алабамы, когда она сказала ему, что беременна. Живёт в Джефферсоне с Джо Кристмасом в хижине на территории Джоанны Берден, под фальшивым именем Джо Браун и работает с Кристмасом и Байроном на лесопилкее. Он также является бутлегером.
- Джо Кристмас — человек, который приехал в Джефферсон за три года до событий в романе. Он живёт в хижине на территории Джоанны Берден и имеет тайные сексуальные отношения с ней. Хотя он имеет светлую кожу и является сиротой, не зная своих настоящих родителей, он считает, что его отец был афроамериканского происхождения, и эта тайна заставила его избрать судьбу отверженного и странника. Он работает на лесопилке до тех пор, пока бутлегерство не начинает приносить достаточную прибыль.
- Джоанна Берден — единственная оставшаяся в живых из семейства аболиционистов, приехавших в Джефферсон из Новой Англии после Гражданской войны. Она не замужем, живёт одна в усадьбе на окраине Джефферсона, имеет тайные сексуальные отношения с Джо Кристмасом. Она была убита, предположительно Кристмасом, сразу после чего её дом был сожжен.

### Второстепенные персонажи
- Юфьюс «Док» Хайнс — дедушка Джо Кристмаса. Он ненавидит Кристмаса, подкидывает его в детский дом, сразу как тот рождается, устраиваясь дворником в этом детском доме, чтобы следить за мальчиком. Позже, когда он слышит, что Кристмас проходит по подозрению в убийстве Джоанны Берден, он едет в Джефферсон с женой и начинает подстрекать людей к самосуду над Кристмасом.
- Миссис Хайнс — бабушка Джо Кристмаса. Она никогда не видела Кристмаса после ночи его рождения и едет в Джефферсон, чтобы противостоять попыткам мужа организовать линчевание Кристмаса, потому что она хочет снова увидеть его ещё раз, прежде чем его осудят за убийство.
- Милли Хайнс — мать Кристмаса. Она забеременела после свидания с участником бродячего цирка, который, по её словам, был мексиканцем. Она умирает при родах, поскольку Юфьюс «Док» Хайнс отказывается обратиться к врачу для принятия родов.
- Г-н Макихерн — приемный отец Кристмаса. Религиозный фанатик — методист, который пытается привить свою религию усыновленному сироте Кристмасу. Он не одобряет растущего неповиновения Кристмаса. В возрасте 18 лет, во время ссоры Кристмас убивает его.
- Миссис Макихерн — приемная мать Кристмаса. Она пытается защитить Кристмаса от жестокого отца, хотя Кристмас ненавидит её и отстраняет её попытки быть добрыми к нему.
- Женщина — Диетолог, которая работала в детском доме, где жил Кристмас. После того как он случайно видит её с мужчиной в её комнате, она безуспешно пытается, чтобы его перевели в негритянский приют.
- Г-н Армстид — человек, который помогает Лине на её пути в Джефферсон, дает переночевать в своем доме, а затем довозит до города на своем фургоне.
- Миссис Армстид — жена Армстида, дает Лине денег, несмотря на своё презрение к ней.
- Бобби — официантка в ресторане в Мемфисе, в которую влюбляется подросток Кристмас, и предлагает выйти за него замуж в ту же ночь, когда он убивает своего отца на деревенских танцах. Она высмеивает это предложение и уходит от него.
- Гэвин Стивенс — образованный человек и окружной прокурор, который живёт в Джефферсоне и излагает свои комментарии на некоторые события в конце романа.
- Перси Гримм — капитан Национальной гвардии, который убивает Кристмаса и кастрирует его.

## Стиль и структура

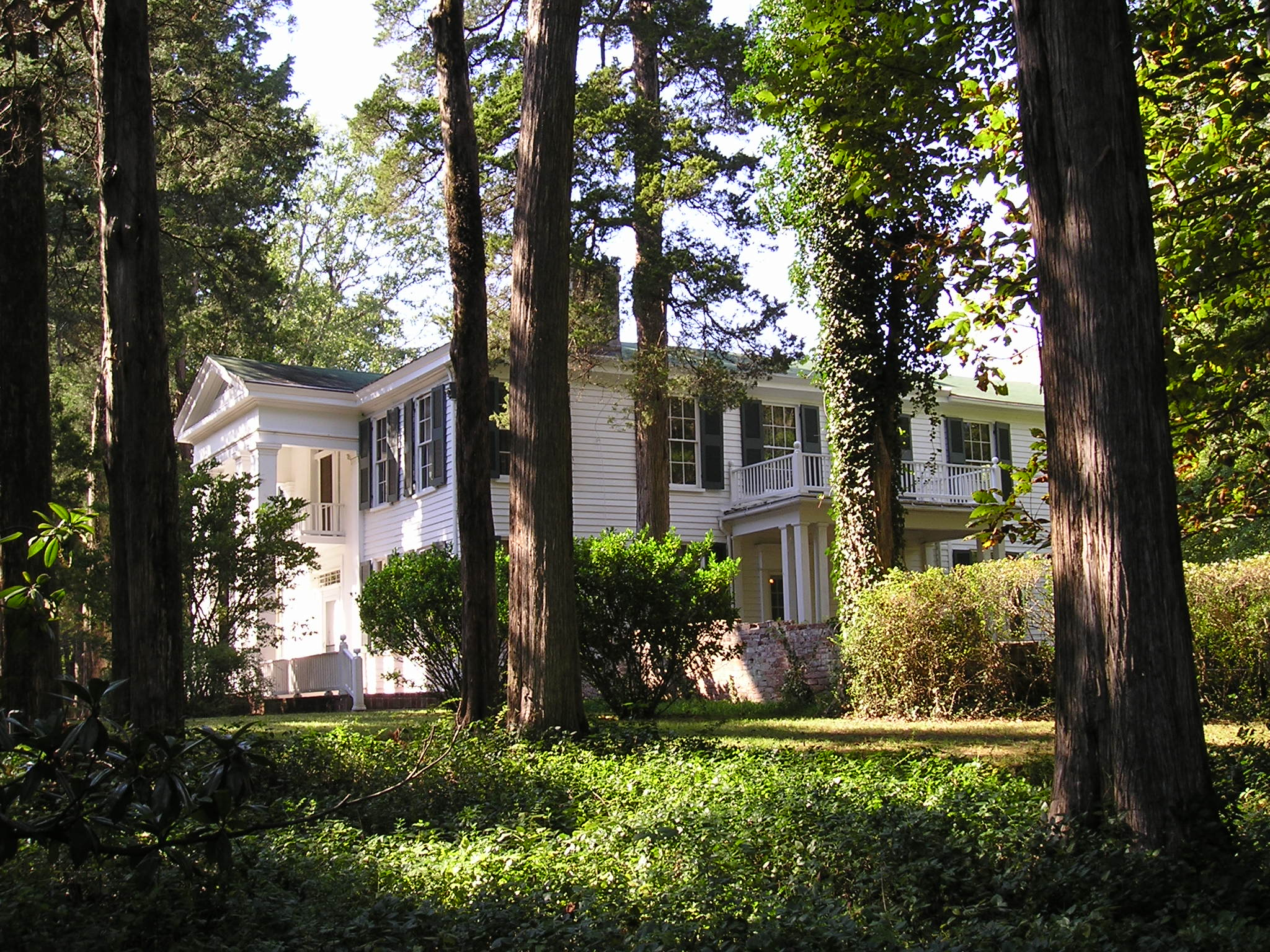
Дом Фолкнера в Оксфорде, Миссисипи, где он написал свой роман, и после случайной фразы жены Эстеллы поменял его название с «Темный дом» на «Свет в августе».

Поскольку в романе есть немало натурализма и насилия, а также присутствует постоянная одержимость героев призраками прошлого, «Свет в августе» характеризуется как роман в стиле южной готики — жанр, представленный произведениями современницы Фолкнера Карсон Маккалерс и более поздних писателей Юга США, таких как Фланнери О’Коннор, Трумэн Капоте и Тони Моррисон. Тем не менее, такие критики как Диана Робертс и Дэвид Р. Джаррауэй (Jarraway) отмечали, что использование Фолкнером тропов жанра южной готики, таких как ветхий дом на плантации и акцент на тайны и ужасы, является осознанным модернистским приемом, чтобы описать «деформированные отношения человека с прошлым»  и невозможность установить свою подлинную личность.
По словам Даниэля Джозефа Сингала (Singal), литературный стиль Фолкнера постепенно развивался от викторианской литературы 19 века к модернизму, а «Свет в августе» наиболее прочно опирается на традицию последнего. Для романа характерно модернистское увлечение полярностями: света и тьмы, добра и зла, бремя истории, которое висит над настоящим, и раскол личности.  Сюжет также делится на два потока, один из которых ориентирован на Лину Гроув, а другой на Джо Кристмаса, — техника, которую Фолкнер часто использовал и в других работах. Повествование не структурировано в определённом порядке, часто прерывается на длительные воспоминания и постоянно переходит от одного персонажа к другому. Это отсутствие организации и непрерывности повествования было воспринято негативно некоторыми критиками. Как и в других своих романах, Фолкнер использует элементы устного повествования, что позволяет персонажам книги использовать в своей речи идиомы, характерные для американского Юга. В отличие от некоторых из других романов об округе Йокнапатофа, в частности «Шум и ярость», «Свет в августе» не полагается в повествовании исключительно на поток сознания, но также включает в себя диалоги и вездесущего рассказчика от третьего лица.

## Название
Говоря о выборе названия, Фолкнер сказал:
… в августе в Миссисипи есть несколько дней где-то в середине месяца, когда вдруг появляется предвкушение осени, когда приходит прохлада и сияние мягкого, блестящего света, как будто он явился не из настоящего, но из прошлых, старых, классических времен. Возможно, в нём есть фавны, сатиры и боги из Греции, с Олимпа. Это длится лишь день или два, и затем пропадает. Название напомнило мне о том времени, о сиянии, которое древнее нашей христианской цивилизации. 
В самом романе это название упоминается, когда Гейл Хайтауэр сидит у окна в своем кабинете и ждет своих повторяющихся видений о последнем походе своего деда. Видение всегда происходит в «тот момент, когда весь свет удалился с неба, и была бы ночь, если бы не тот слабый свет, который неохотно вдыхали высохшие листья и травинки, который оставляет все ещё немного света на земле, хотя сама ночь уже пришла.» Рассказ, который в конечном счете станет романом, Фолкнер начал в 1931 году, изначально под названием «Темный дом», и начал с описания Хайтауэра, сидящего за темными окнами своего дома. Тем не менее, после случайного замечания своей жены Эстеллы об особенности света в августе Фолкнер изменил название.

## Темы

### Отчуждение
Все главные герои в романе неудачники или изгои общества, находящиеся в окружении безличной или в значительной степени антагонистической сельской общины, которая представлена метонимически небольшими или анонимными персонажами. Джоанна Берден и преподобный Хайтауэр преследовались жителями Джефферсона в течение многих лет, с неудачными попытками выгнать их из города. Байрон Банч, хотя и неплохо принимается в Джефферсоне, по-прежнему рассматривается как чудак или попросту игнорируется. Кристмас и Лина Гроув являются сиротами, чужими в городе, и изгоями общества, хотя напрямую гнев и насилие со стороны сообщества испытал только Кристмас, Лина, несмотря на то, что к ней относятся свысока, даже получает щедрую помощь в её путешествиях. Согласно Клинту Бруксу, эта оппозиция между Джо и Линой — пасторальное отражение всего спектра социального отчуждения в современном обществе.

### Христианская аллегория
В романе есть целый ряд параллелей с христианским Писанием. Фамилия Кристмаса (Christmas) — Рождество Христово. Жизнь и смерть Джо Кристмаса напоминает Страсти Христовы, Лина и её ребёнок, рождённый без отца — параллель с Девой Марией и рождением Христа, а Байрон Банч действует как фигура Иосифа.
«Свет в августе» имеет 21 главу, так же, как и Евангелие от Иоанна. Как указывает Вирджиния Джеймс В. Хлавса (Hlavsa), каждая из глав у Фолкнера соответствует темам в Евангелии от Иоанна. Например, знаменитые слова этого Евангелия, «В начале было Слово, и Слово было у Бога», схоже с верой Лины в «слово» Лукаса, который, в конце концов, отец её ребёнка (в Евангелии от Иоанна «слово» — Бог Отец). В 5 главе от Иоанна исцеление хромого погружением вторит неоднократному погружению Кристмаса в пьянство. Поучениям в храме в 7 главе Евангелия от Иоанна вторят попытки отца Кристмаса научить его катехизису. Распятие Иисуса происходит в 19 главе Евангелия от Иоанна, в той же главе романа Кристмас будет убит и кастрирован. Однако главные христианские ссылки не прямые, а напротив, бросающие вызов традиции — Лина, в отличие от Марии, очевидно, не девственница, Кристмасс, в отличие от Иисуса, не подчинился садисту-отцу, а убил его.

### Вопросы рас и полов
Фолкнер считается одним из самых выдающихся американских писателей о расовой проблеме в Штатах, и его романы, в том числе «Свет в августе», часто описывают стойкую одержимость вопросами крови и рас на юге США.  Кристмас имеет светлую кожу, но рассматривается как чужак всеми людьми, которых он встречает, даже дети в детском доме, в котором он был воспитан, называют его «негром». Из-за этого он зациклен на том, что у него есть афроамериканская кровь, что Фолкнер в романе никогда не подтверждает, и рассматривает расовую рознь как первородный грех, который испортил его тело и всю жизнь с самого рождения. Из-за своей навязчивой борьбы за идентичность Кристмас живёт постоянно в дороге. Свою негритянскую кровь он ненавидит, и в то же время ей дорожит, он часто охотно рассказывает белым людям, что он чёрный, чтобы увидеть их изумленную реакцию, и один раз становится агрессивен, когда одна белая женщина с севера США реагирует на его признание безразличием. Хотя Кристмас виновен в насильственных преступлениях, Фолкнер подчеркивает, что он находится под влиянием социальных и психологических сил, которые находятся вне его контроля и заставляют его играть роль мифического стереотипа о негре-убийце и насильнике, характерного для Юга.
Кристмас — пример того, как люди, существующие вне классификации, не будучи ни чёрными, ни белыми, воспринимаются как угроза обществу, которая может быть устранена только насилием. Он также не воспринимается ни как мужчина, ни как женщина, так же, как Джоанна Берден, которую Фолкнер описывает как «маскулинизированную», также ни мужчина, ни женщина, за что её отвергает общество. В связи с этим одним из первых критиков было замечено, что чернота и женщины были «Фуриями-Близнецами Фолкнеровской глухой Южной пустоши» и отражали враждебность Фолкнера к подобной жизни.
Тем не менее, в то время как женщины и меньшинства, рассматриваемые как «подрывные», ограничены патриархальным обществом, изображенным в романе, Лина Гроув способна безопасно передвигаться на большие расстояния и даже заслужить право на заботу людей, которые ненавидят её и не доверяют ей, потому что она играет на традиционных установках, что за поведение женщины ответственность несут мужчины. Таким образом, она является единственным чужаком, который не отчуждается и не уничтожается жителями Джефферсона, потому что сообщество признает её как воплощение природы и жизни. Этот романтический взгляд на женщин в романе утверждает, что мужчины потеряли своё невинное подключение к природному миру, а женщины инстинктивно владеют им.

### Классы и религии
В «Свете в августе», как и в большинстве других романов о Йокнапатофе, Фолкнер ориентирован в основном на бедных белых южан, которые борются за выживание в разрушенной послевоенной экономики Юга. Персонажи романа в основном из низших классов, за исключением преподобного Хайтауэра и Джоанны, их всех объединяет бедность и пуританские ценности, которые заставляют их смотреть на незамужнюю мать Лину с презрением. Фолкнер изображает их пуританское рвение в негативном свете, с акцентом на его ограниченность и агрессию, которая заставила их стать «деформированными» в их борьбе с природой.

## Принятие романа
Когда роман был впервые опубликован в 1932 году, он был умеренно успешным; 11000 копий были выпущены первоначально, в общей сложности четыре издания к концу года, хотя значительное количество копий четвёртого издания не было продано и к 1936 г. В 1935 году Морис Кондре (en:Maurice Coindreau) перевел роман на французский язык. В том же году он был переведен на немецкий язык, так же, как и несколько других романов и рассказов Фолкнера. Эти работы, первоначально одобренные нацистскими цензорами, получили большое внимание со стороны немецких литературных критиков, потому что они предполагали, что Фолкнер был консерватором и ценителем патриархальной деревни, и положительно изображал борьбу за расовую чистоту. Вскоре, однако, работы Фолкнера были запрещены нацистами, а послевоенная немецкая критика переоценила его как оптимистичного христианского гуманиста.
По словам Майкла Миллгейта (Millgate), хотя «Свет в августе» обычно не считается лучшим романом Фолкнера, он был признан на ранней стадии как «крупный текст, центральное место для понимания или оценки его карьеры в целом». Многие из ранних американских критиков, большинство из которых были городскими северянами, которые рассматривали Юг как отсталый и реакционный регион, ориентировались на технические инновации Фолкнера в области повествования, но не видели или игнорировали региональные детали и значение персонажей. Некоторые рецензенты считали методы Фолкнера в повествовании не инновациями, но ошибками, предлагая Фолкнеру рекомендации о том, как улучшить свой стиль, и увещевали его не гоняться за европейскими модернистскими «трюками». Критики были также недовольны изображением насилия в романе, уничижительно называя его «готической фантазией», несмотря на то, что линчевания были частой реальностью на Юге. Несмотря на эти жалобы, роман стал рассматриваться положительно из-за его насилия и тяжелых тем, так как это было отличием от сентиментальной, романтической Южной литературы того времени. В 1998 году издательство «Современная библиотека» (en:Modern Library) поставила «Свет в августе» на 54 место в своем списке 100 лучших англоязычных романов 20 века. Журнал «Time» включил роман в свои 100 лучших романов на английском 1923—2005 годов.